# Lake Murchison
Der Lake Murchison ist ein Stausee im Nordwesten des australischen Bundesstaates Tasmanien, ca. 13 km südöstlich von Rosebery. Er liegt im Verlauf des Murchison River.
Der Südostteil des Sees liegt im Cradle-Mountain-Lake-St.-Clair-Nationalpark, während der Nordwestteil im Osten an die Granite Tor Conservation Area grenzt.
Ein Teil des Wassers aus diesem Stausee wird über den Sophia Tunnel in den Sophia River und damit in den Lake Mackintosh geleitet, wo es am Mackintosh-Kraftwerk zur Stromerzeugung dient.